# Paróquia de St. Martin
A Paróquia de St. Martin é uma das 64 paróquias do estado da Luisiana, nos Estados Unidos. A sede da paróquia é St. Martinville, e sua maior cidade é St. Martinville.
A paróquia possui uma área de 2 115 km² (dos quais 198 km² estão cobertas por água), uma população de 48 583 habitantes, e uma densidade populacional de 25 hab/km² (segundo o censo nacional de 2000). A paróquia está dividido em duas partes, graças à um erro de mapeamento realizado em 1868, quando a paróquia de Iberia foi criada pelo Estado.